# Iselin Solheim
Iselin Løken Solheim (Naustdal, 20 de junho de 1990) é uma cantora e compositora norueguesa. Ela é conhecida por seus vocais nos singles de Alan Walker "Faded" e "Sing Me to Sleep".

## Carreira
Iselin nasceu em Naustdal, localizado em Sogn og Fjordane, Noruega e começou a cantar em uma idade jovem. Em 2009, após o ensino médio ela participou Skiringssal Folkehøgskule, onde estudou principalmente música e, em seguida, começou a escrever suas próprias canções. Em 2010 ela participou do Institute for Performing Arts em Liverpool, onde estudou 'popularizar a música e tecnologia de som'. Aqui ela desenvolveu-se como um artista / performer, começando com novos projetos e cultivar seu próprio som.
De volta do Reino Unido, ela lançou seu primeiro bem recebido single "O que está acontecendo". Solheim foi firmemente marcando o seu lugar na cena musical escandinavo com seu single, "The Wizard of Us". Voltando para a Noruega, o rótulo Bisi Grave assinou com ela imediatamente. Seguido por sua estréia com "What’s Happening", uma melodia que recebeu grande airplay e foi escolhido como o "Song of the Week" para a estação de rádio nacional Radio Norge.
Seus vocais são caracterizados em canções EDM de Alan Walker "Faded", que foi lançado em 2015 e em "Sing Me to Sleep" a partir de 2016, embora ela só tenha sido creditada como o artista de destaque na descrição.
Atulmente Solheim reside em Oslo na Noruega. 